# The Black Mamba
A The Black Mamba egy portugál együttes, amely 2010-ben alakult. Ők képviselik Portugáliát a 2021-es Eurovíziós Dalfesztiválon, Rotterdamban, a Love Is on My Side című dalukkal.

## Története
Az együttes 2010 májusában alakult trióként Pedro, Ciro és Miguel személyében. A The Black Mamba név abból az ihletből fakadt, amelyet saját fertőző mérgükben találtak. Érdekesség, hogy ezzel a névvel jelent meg debütáló albumuk, ami nagy sikereket aratott Portugáliában. Az album az iTunes-on első helyet ért el és az üzletekben rövid időn belül fogytak el, valamint a helyi rádióban is a legjátszottabbak között volt. Ezután országszerte léptek fel koncerteken, valamint a kiemelkedő fesztiválokon. Alig több mint egy évvel a bemutatkozó turnéjuk után bejárták a világot, koncerteztek például Philadelphiában, Luandában, Madridban, Sevillában, Rio de Janeiróban és São Pauloban is. 2014-ben adták ki második albumukat, Dirty Little Brother címmel. Számos fesztiválon és koncerten való fellépés után a következő évben Ciro kilépett a trióból. 2016-ban akusztikus formátumú koncertsorozattal folytatták a turnékat. 2017-ben bővült a zenekar, csatlakozott Guilherme Salgueiro, Marco Pombinho és Rui Pedro. Ugyanebben az évben különböző európai fesztiválokon léptek fel. 2018-ban jelent meg harmadik albumuk Mamba King címmel.
2021. január 20-án vált hivatalossá, hogy az együttes Love Is on My Side című dala is bekerült a Festival da Canção elnevezésű portugál eurovíziós nemzeti döntő mezőnyébe. A dal hivatalosan ugyanezen a napon jelent meg a válogatóműsor YouTube csatornáján. A február 20-án megrendezett elődöntőből sikeresen továbbjutottak a március 6-án megrendezett döntőbe, ahol a nézők és a szakmai zsűri az alábbi dalt választották ki, amellyel képviselik hazájukat az elkövetkezendő Eurovíziós Dalfesztiválon. A dalfesztiválon a dalt először a május 20-án rendezett második elődöntőben adják elő.

## Tagok
- Guilherme "Gui" Salgueiro – billentyűk
- Marco Pombinho – gitár
- Miguel Casais – dob
- Pedro Tatanka – énekes
- Rui Pedro "Pity" Vaz – gitár

### Korábbi tagok
- Ciro Cruz – basszusgitár (2010–2015)

## Diszkográfia

### Albumok
- The Black Mamba (2010)
- Dirty Little Brother (2014)
- The Mamba King (2018)

### Kislemezek
- If I Ain't You (2012)
- Believe (2018)
- Love Is on My Side (2021)

### Közreműködések
- Wonder Why (Aurea, 2014)
- Canção de mim mesmo (Boss Ac, 2016)